# Geogaddi
| Recensione       | Giudizio |
| ---------------- | -------- |
| AllMusic         |          |
| Pitchfork        | 8.6/10.0 |
| Drowned in Sound |          |
| PopMatters       | positivo |
| Metacritic       | 84/100   |
| Stylus Magazine  | B+       |
| Tiny Mix Tapes   |          |
| sentireascoltare |          |
| Ondarock         | 8        |

Geogaddi è il secondo album in studio del duo scozzese Boards of Canada, pubblicato nel 2002 dall'etichetta discografica Warp Records.

## Il disco
Rimane ancora oggi il lavoro più controverso e discusso del gruppo. Pubblicato improvvisamente senza una vera e propria campagna di marketing che l'abbia preceduto, il debutto ufficiale dell'album avvenne in sei chiese sparse per il mondo: Londra, New York, Tokyo, Edimburgo, Parigi e Berlino.
Il disco è stato definitivamente pubblicato il 13 febbraio 2002 in Giappone, il 18 febbraio in Europa e il giorno seguente (19 febbraio 2002) negli Stati Uniti. Le registrazioni e la produzione, curata dagli stessi membri del gruppo, ossia dai fratelli Michael Sandison e Marcus Eoin, sono state effettuate presso l'Hexagon Sun Studio di Pentland Hills in Scozia.
Le 23 tracce dell'album sono state scelte tra uno straordinario repertorio di più di 90 composizioni sulle quali il duo aveva lavorato dopo la pubblicazione di Music Has the Right to Children. Geogaddi rivisita le melodie nostalgiche legate all'innocenza dell'infanzia e le strutture armoniche dell'album precedente, legando ad esse motivi più oscuri e malinconici. Il suono elettronico di sintetizzatori e mixer si confonde con l'uso delle campionature più diverse, principalmente voci infantili, suoni naturali e narrazioni di documentari. Sono molti i fan che sostengono che l'album sia pieno di riferimenti occulti, lo stesso duo ha sempre espresso il proprio interesse riguardo all'uso dei messaggi subliminali nella musica.
Tra i brani in questione spiccano You Could Feel the Sky, in cui si possono udire riferimenti ad una divinità cornuta; 1969, brano legato al culto dei Davidiani guidato da David Koresh, e al tragico assedio di Waco avvenuto in Texas nel 1993; A Is to B as B Is to C, in cui si possono trovare alcuni messaggi inseriti tramite backmasking; infine, The Devil Is in the Details, brano chiaramente legato all'ipnosi. Riferimenti occulti possono essere trovati sparsi per l'intero album, ciononostante l'interpretazione dei fan non ha mai trovato una conferma da parte del duo.

In generale, Geogaddi, pur offrendo il tipico sound dei Boards of Canada, caratterizzato da un alternarsi di tracce lunghe e complesse e "vignette" la cui durata non supera i due minuti, è stato spesso descritto come un album inquietante e causa di forte paranoia per alcuni. Il disco, secondo i due musicisti può essere considerato come: 
(Mike Sandison)
Lo stesso Sandison ha, inoltre, affermato che gli eventi dell'11 settembre 2001 hanno avuto un'influenza decisiva sul sound di Geogaddi:
L'aspetto oscuro dell'album, tuttavia, rimane legato anche ad altri elementi, come l'uso di samples in cui ci si riferisce a temi che variano dall'occulto, alla matematica, fino al satanismo. A supporto di quest'ultima teoria, la durata totale dell'album è di 66 minuti e 6 secondi, inoltre, se le 23 tracce vengono convertite in file. wav, l'album avrà una dimensione pari a 666 MB, la band sostiene però che tutto ciò sia stato deciso scherzosamente in studio insieme al produttore.
Il titolo del disco non ha particolari significati. Potrebbe essere ricavato dall'unione dei termini "geo", che è riferito alla Terra, e "gaddi", che è il nome di un popolo nomade hindu famoso per il suo stile di vita pacifico. Un'altra interpretazione potrebbe derivare dall'unione di "geo" (Terra), "gad" (col significato di divinità) e "di" (col significato di due, il numero dei membri del gruppo).
Magic Window è una traccia silenziosa. Le tracce 1969 e Julie and Candy sono state utilizzate come colonna sonora per due puntate di Top Gear. La traccia Beware the Friendly Stranger è stata utilizzata come colonna sonora di Salad Fingers.

## Tracce
1. Ready Lets Go – 0:59
2. Music is Math – 5:21
3. Beware the Friendly Stranger – 0:37
4. Gyroscope – 3:34
5. Dandelion – 1:15
6. Sunshine Recorder – 6:12
7. In the Annexe – 1:22
8. Julie and Candy – 5:30
9. The Smallest Weird Number – 1:17
10. 1969 – 4:20
11. Energy Warning – 0:35
12. The Beach at Redpoint – 4:18
13. Opening the Mouth – 1:11
14. Alpha and Omega – 7:02
15. I Saw Drones – 0:27
16. The Devil is in the Details – 3:53
17. A Is to B as B Is to C – 1:40
18. Over the Horizon Radar – 1:08
19. Dawn Chorus – 3:55
20. Diving Station – 1:26
21. You Could Feel the Sky – 5:14
22. Corsair – 2:52
23. Magic Window – 1:46
24. From One Source All Things Depend – 2:10 – (Bonus track inclusa solo nella versione giapponese)

Durata totale: 68:04

## Critica
L'album è stato recensito in maniera estremamente positiva da quasi tutti i critici e riviste musicali. Si veda a tal proposito le recensioni di AllMusic, Pitchfork, PopMatters, Drowned in Sound, Mojo e Metacritic, Stylus Magazine e Tiny Mix Tapes. La rivista NME lo ha consacrato addirittura come "album elettronico dell'anno" mentre Mojo lo ha inserito al 16º posto della classifica dei migliori album del 2002.

## Formazione
Boards of Canada
- Michael Sandison - performer
- Marcus Eoin - performer

Tecnici
- Peter Campbell - fotografia copertina
- Michael Sandison - produzione, artwork, fotografia
- Marcus Eoin - produzione, artwork, fotografia